# Bleber (Bener)
Bleber is een bestuurslaag in het regentschap Purworejo van de provincie Midden-Java, Indonesië. Bleber telt 809 inwoners (volkstelling 2010).